# 卡莫特罗
卡莫特罗（INN：carmoterol；开发代号：TA-2005和CHF-4226）.是一种非儿茶酚类实验性长效β肾上腺素受体激动剂（ultra-LABA），2010年之前曾进行过临床试验，但由于有证据表明该化合物不具有竞争性，因此不再进一步开发。
初步研究表明，在吸入3微克后，其作用持续时间超过24小时。该药物的药理学特征为其在离体豚鼠气管中的效力大于福莫特罗和沙美特罗。它对支气管肌肉的选择性是心肌组织的100多倍。